# Разин, Сергей Александрович
Сергей Александрович Разин (род. 2 ноября 1987) — российский самбист, бронзовый призёр чемпионатов России по боевому самбо 2014 и 2017 годов, чемпион Европы по боевому самбо 2007 года, мастер спорта России международного класса. Выступал в лёгкой весовой категории (до 62 кг). Его тренерами были А. В. Чугреев и А. М. Малашкин. Боец смешанных единоборств.

## Спортивные результаты

### Боевое самбо
- Чемпионат России по боевому самбо 2014 года — ;
- Чемпионат России по боевому самбо 2017 года — ;
- Кубок России по боевому самбо 2017 года — [1].

### Смешанные боевые искусства
| Результат | Рекорд | Соперник        | Способ                     | Турнир                                       | Дата                | Раунд | Время | Место                   | Примечание |
| --------- | ------ | --------------- | -------------------------- | -------------------------------------------- | ------------------- | ----- | ----- | ----------------------- | ---------- |
| Поражение | 3-3    | Ержан Эстанов   | Сабмишном (рычаг локтя)    | FNG - Fight Nights Global 65                 | 19 мая 2017 года    | 1     | 3:45  | Казахстан, Астана       |            |
| Победа    | 3-2    | Игорь Чемякин   | Единогласное решение       | IMAT — International Star 2                  | 14 мая 2016 года    | 3     | 5:00  | Россия, Москва          |            |
| Поражение | 2-2    | Замир Арипшев   | Сабмишном (удушение сзади) | Pride Fighting Show - The Stars of World MMA | 23 апреля 2016 года | 2     | 2:04  | Россия, Нижний Новгород |            |
| Поражение | 2-1    | Турал Рагимов   | Сабмишном (удушение сзади) | ACB 32 — Battle of Lions                     | 26 марта 2016 года  | 2     | 2:32  | Россия, Москва          |            |
| Победа    | 2-0    | Эмиль Абасов    | Сабмишном (рычаг локтя)    | MFT — Fedor Emelianenko Cup                  | 22 мая 2011 года    | 2     | 3:15  | Россия, Нижний Новгород |            |
| Победа    | 1-0    | Куаныш Турмышев | Сабмишном (рычаг локтя)    | MFC — Mix Fight Combat                       | 6 мая 2010 года     | 1     | 3:11  | Россия, Кстово          |            |